# Pasonsaari
Pasonsaari är en ö i Finland. Den ligger i sjön Osmajärvi och i kommunen Leppävirta i den ekonomiska regionen  Varkaus ekonomiska region  och landskapet Norra Savolax, i den södra delen av landet, 290 km nordost om huvudstaden Helsingfors. Öns area är 31,1 hektar och dess största längd är 1,3 kilometer i sydöst-nordvästlig riktning.